# Medvídek (film)
Medvídek je český film natočený v roce 2007 Janem Hřebejkem. Jde o příběh tří párů ve středním věku.

## Obsazení
| Ivan Trojan           | Ivan             |
| Jiří Macháček         | Jirka            |
| Roman Luknár          | Roman            |
| Tatiana Vilhelmová    | Vanda            |
| Anna Geislerová       | Anna             |
| Nataša Burger         | Johanka          |
| Klára Issová          | Ema              |
| Zuzana Fialová        | Jutka            |
| Jiří Menzel           | Romanův otec     |
| Věra Křesadlová       | Romanova matka   |
| Berta Macháčková      | Anežka           |
| Sára Sotonová         | Natálka          |
| Kristýna Liška Boková | zdravotní sestra |

## Recenze
- Mirka Spáčilová, iDNES.cz, 1. září 2007  Medvídek: o kamarádech, s kamarády a pro ně, iDNES.cz
- František Fuka, FFFilm, 18. srpna 2007  FFFILM: Medvídek - 60%
- Václav Rybář, MovieZone.cz, 29. srpna 2007  Medvídek (2007), Recenze, MovieZone.cz